# Giáo phận Haarlem-Amsterdam
Giáo phận Haarlem-Amsterdam (tiếng Hà Lan: Bisdom Haarlem-Amsterdam, Latin: Dioecesis Harlemensis-Amstelodamensis) là một giáo phận Latin của Giáo hội Công giáo ở Hà Lan. Là một trong bảy người bầu cử ở tỉnh giáo hội của Tổng Giám mục Thành thị Utrecht, lãnh thổ giáo phận bao gồm phía tây bắc của Hà Lan, bao gồm các thành phố Haarlem (thủ phủ của Noord Holland) và Amsterdam (cùng tỉnh và quốc gia danh nghĩa của Hà Lan thủ đô).
Đức ông Jozef Marianus Punt là Giám mục Giáo phận Haarlem-Amsterdam từ năm 2001.